# Interkantonaler Verband für Arbeitnehmerschutz
Der Interkantonale Verband für Arbeitnehmerschutz (IVA) ist eine Vereinigung der kantonalen Arbeitsinspektorate der Schweiz und des Arbeitsinspektorats des Fürstentums Liechtenstein. Die Arbeit des IVA stützt sich vorwiegend auf das Arbeitsgesetz und Teile des Unfallversicherungsgesetzes mit den entsprechenden Verordnungen.

## Hintergrund
Durch Erfahrungsaustausch werden der Informationsfluss und die Koordination zwischen dem IVA und der Eidgenössischen Koordinationskommission für Arbeitssicherheit, dem SECO und der SUVA sichergestellt. Der IVA sieht sich als Sprachrohr der kantonalen Arbeitsinspektorate bei Vernehmlassungen des Bundes zu neuen Gesetzen und Verordnungen sowie bei Anpassungen auf Grund neuer Erkenntnisse zur Arbeitssicherheit und zum Gesundheitsschutz. Der IVA nimmt bei übergeordneten Problemen die Interessen der kantonalen Vollzugsbehörden wahr. Er erarbeitet Vorschläge, Anträge und Berichte zu Fragen des Arbeitnehmerschutzes zuhanden des Bundes, der Kantone und der Verbände. Er koordiniert die Umsetzung der rechtlichen Grundlagen in den Kantonen.
Die Förderung des Arbeitnehmerschutzes bei Arbeitgebenden, Arbeitnehmenden, betroffenen Verbänden und Sozialpartnern ist eine der zentralen Aufgaben des Verbandes. Der IVA berät Arbeitnehmer und Arbeitgeber, gibt Auskünfte über Arbeitssicherheit und Gesundheitsschutz.